# Emőke
Emőke est un prénom hongrois féminin.

## Étymologie
Rénovation au XIXe siècle, au moyen du suffixe diminutif -ke, de l'ancien nom hongrois Emő signifiant « qui tête, bébé ».

## Personnalités portant ce prénom
- Emőke Baráth, cantatrice soprano hongroise ;
- Emőke Iren Masznyik, danseuse et mime hongroise, épouse de l'acteur français Rémi Laurent.